# My Medicine
My Medicine è un brano country rap di Snoop Dogg, estratto come quarto singolo dall'album del 2008 Ego Trippin'. Il singolo è stato prodotto e scritto dal musicista americano-irlandese Everlast, che figura anche come featuring nei crediti del brano. In questo brano Snoop Dogg canta su una base musicale che ricorda vagamente le sonorità di Johnny Cash (che viene esplicitamente nominato all'inizio del brano).

## Il video
Il video prodotto per My Medicine è stato diretto da Pook Brown ed è stato trasmesso per la prima volta il 13 giugno 2008 su MTV. Come di consueto nei video di Snoop Dogg, fanno delle apparizioni cameo numerosi cantanti. Oltre a Everlast, è possibile riconoscere nel video Willie Nelson, Brad Paisley e Julianne Hough. Nel video inoltre sono presenti scene registrate durante l'esibizione di Snoop Dogg al Melkweg ad Amsterdam.

## Tracce
7" Vinile
1. Cool - 4:02
2. My Medicine - 2:39